# Randy Pfund
Randy Pfund é um ex-treinador da National Basketball Association (NBA) e ex-executivo da NBA. Ele foi auxiliar técnico no Los Angeles Lakers e treinador principal entre 1992 e 1994. Além disso, ele foi Diretor Geral do Miami Heat até 29 de Setembro de 2008.

## Carreira

### Treinador
Foi auxiliar técnico do Los Angeles Lakers, sob o comando de Pat Riley e Mike Dunleavy, e em 1992 substituiu o último para ser treinador principal. Em sua primeira temporada conseguiu classificar a sua equipe aos playoffs, porém caíram na primeira rodada ante o Phoenix Suns. Na sua segunda temporada, dirigiu a equipe durante 64 partidas, ganhando somente 27, tendo sido então substituído pelo ex-astro Magic Johnson.

### Estatísticas como treinador
| Equipe             | Ano     | Temporada regular | Temporada regular | Temporada regular | Temporada regular         | Playoffs                  |
| Equipe             | Ano     | J                 | V                 | D                 | Final                     | Resultado                 |
| ------------------ | ------- | ----------------- | ----------------- | ----------------- | ------------------------- | ------------------------- |
| Los Angeles Lakers | 1992-93 | 82                | 39                | 43                | 5º na Divisão do Pacífico | Perdeu na primeira rodada |
| Los Angeles Lakers | 1993-94 | 64                | 27                | 37                | 5º na Divisão do Pacífico | Não se classificou        |

### Executivo
Em 1996, Pfund foi nomeado como o General Manager do Miami Heat, cargo que ocupou até 26 de Setembro de 2008. Entre suas melhores contratações estão Shaquille O'Neal, Eddie Jones, Antoine Walker, Gary Payton, Tim Hardaway, Alonzo Mourning, Jason Williams e Lamar Odom